# Topaz (manzana)
Topaz es una  variedad cultivar de manzano (Malus domestica).
El fruto tiene pulpa amarillenta, de grano fino, crujiente y firme, pero se vuelve más suave en el almacenamiento, sabor muy jugoso, dulce, fuerte, picante y aromático. Brix 12.4 grados. Alto contenido de vitamina C.

## Sinónimos
- "Crimson Topaz".

## Historia
'Topaz' es una variedad de manzana, a partir del cruce de 'Rubin' ('Golden Delicious' × 'Lord Lambourne') y de 'Vanda' ('Jolana' × 'Lord Lambourne'). Criado en la estación experimental checa de Strížovice, 1990; introducida en 2001.
'Topaz' se cultiva en la National Fruit Collection con el número de accesión: 1948-737 y Accession name: Topaz.
Está recomendada para USDA Hardiness Zones 5 a 8.

## Características

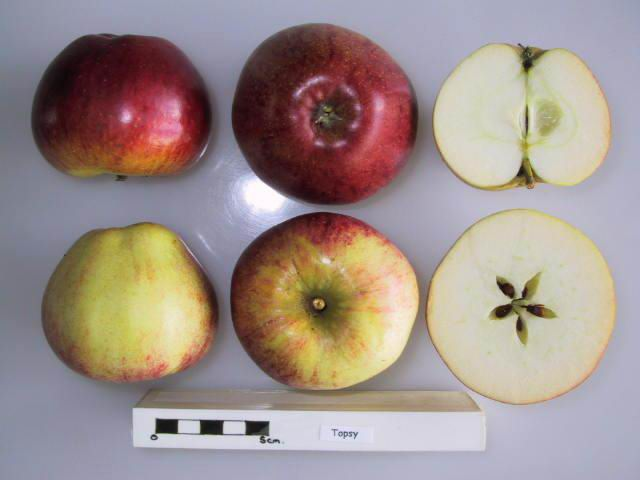
La manzana 'Topaz'.

'Topaz'  tiene un tiempo de floración que comienza a partir del 11 de mayo con el 10% de floración, para el 16 de mayo tiene una floración completa (80%), y para el 24 de mayo tiene un 90% caída de pétalos.
'Topaz' tiene frutos de tamaño medio a grande, con forma oblonga, con nervaduras medio débiles, corona media; color de fondo amarillo blanquecino, sobre color naranja, típicamente lavado entre 40 y 70% con rojo brillante, con un patrón denso de rayas más oscuras y pequeñas lenticelas dispersas, "russeting" (pardeamiento áspero superficial que presentan algunas variedades) muy bajo; ojo grande y cerrado, a veces parcialmente abierto, colocado en una cuenca medianamente profunda y estrecha, rodeada por una corona ligeramente nudosa; pedúnculo de corto a mediano y se encuentra en una cavidad poco profunda y oxidada; epidermis es gruesa y tiende a sentirse grasosa cuando está madura y almacenada; se desarrolla una sensación grasa en la piel en la madurez. La pulpa es amarillenta, de grano fino, crujiente y firme, pero se vuelve más suave en el almacenamiento. Muy jugoso, dulce, fuerte, picante y aromático. Brix 12.4 grados. Alto contenido de vitamina C.
Su época de maduración y recogida a partir de principios de octubre. Su zona óptima para el cultivo es USDA Hardiness Zones 5 a 8. Árbol moderadamente vigoroso, vertical, y resistente a la sarna del manzano. Portador de espuela. Cosechas anuales moderadamente copiosos, necesita de aclareo de los frutos para que alcancen una mayor talla.
Mantiene el frescor hasta cuatro meses con algo de deterioro, dos meses más en almacenamiento en atmósfera controlada. Los sabores completos se desarrollan dos o tres semanas después de la cosecha.

## Usos
Un fruto excelente como postre de manzana de mesa fresca.

## Ploidismo
Diploide auto estéril; necesita polinizador. Grupo de polinización E. Día 16.

## Susceptibilidades
- Sarna del manzano: no presenta a ninguna de las variedades de esta infección gracias a la presencia del gen Vf.[8]
- Fuego bacteriano del manzano: ataque débil
- Mildiu: ataque débil[4]